# Frances Dee
Frances Marion Dee (ur. 26 listopada 1909 w Los Angeles, zm. 6 marca 2004 w Norwalk) – amerykańska aktorka filmowa.

## Wybrana filmografia
- 1930: Poskromienie flirciarki jako dziewczyna na stole
- 1930: Manslaughter jako gość na przyjęciu
- 1932: Gdybym miał milion jako Mary Wallace
- 1933: Małe kobietki
- 1935: Becky Sharp jako Amelia Sedley
- 1942: Meet the Stewarts jako Candace „Candy” Goodwin
- 1948: Tędy przeszli jako Fay Hollister
- 1953: Gypsy Colt jako Ern MacWade

## Wyróżnienia
Posiada swoją gwiazdę na Hollywoodzkiej Alei Gwiazd.